# Вступление (фильм)
«Вступле́ние» — художественный фильм режиссёра Игоря Таланкина, снятый по мотивам рассказов Веры Пановой «Валя» и «Володя». Премьера состоялась 6 мая 1963 года. Позиционируется режиссёром как первая часть художественной кинематографической трилогии («Вступление», «Дневные звёзды», «Звездопад»).

## Сюжет
Близится к завершению Великая Отечественная война. В поезде на несколько минут пересекаются жизненные пути двух совсем ещё юных Володи и Вали, возвращающихся после эвакуации в Ленинград. Сюжет переносит их к первой случайной встрече, произошедшей летом 1941 года на переполненном беженцами вокзале. Период взросления подростков, вступление их во взрослую жизнь происходит в тяжёлые военные годы. Во время бомбёжки железнодорожного эвакуационного состава около станции Мга у Вали и её младшей сестры Люси гибнет мать. После долгих скитаний по детским домам девочек находит родная тётя, и они обретают приют в её доме.
Сложно складывается судьба Володи Якубовского. Мать разведена с его родным отцом, у которого давно другая жена и сын Олег — единокровный брат Володи. В эвакуации мать пытается устроить личную жизнь и сближается с армейским капитаном. Не желая её обременять, подросток устраивается на оборонный авиационный завод и переезжает в общежитие. Там он обретает хорошего друга — Ромку. Узнав о беременности, капитан бросает мать Володи. Неблагоприятная репутация «доступной» женщины, родившей не от мужа, и отсутствие средств не позволяют ей снять достойное жильё. Подросток тяжело переживает неудачу матери в личной жизни и уезжает в Ленинград, прося отца оформить ему надлежащий вызов в город, с которого лишь недавно была снята блокада. Якубовский-старший сначала отказывает в помощи, ссылаясь на супружескую неверность бывшей жены, но возмужавший Володя твёрдо добивается своего. А первоначальные возражения отца против общения Володи и Олега не помешают подросткам познакомиться и стать друзьями.

## В ролях
- Борис Токарев — Володя Якубовский
- Нина Ургант — мать Володи
- Юрий Волков — отец Володи
- Николай Бурляев — Олег
- Наталия Богунова — Валя
- Лида Волкова — Люся
- Любовь Соколова — мать Вали и Люси
- Любовь Малиновская — тётя Дуся
- Валерий Носик — Ромка
- Виктор Авдюшко — Бобров
- Станислав Чекан — капитан
- Наталья Целигорова — Алёнка
- Аркадий Трусов — дядя Федя
- Елена Коровина — Лукия
- Л. Житникова — Лиза
- Мария Андрианова — тётка с ведром
- Вия Артмане — соседка-латышка
- Вера Вельяминова — мать Лизы
- Анна Заржицкая — проводница
- Любовь Стриженова — Маня
- Зоя Толбузина — проводница Вера
- Велта Лине — эвакуированная латышка
- Елена Максимова — квартирная хозяйка
- Антонина Павлычева — проводница
- Ольга Берггольц — голос за кадром, читает свои стихи

## Награды
- 1963 год — фильм был номинирован на Золотого льва Венецианского кинофестиваля. Получил Специальный приз жюри (поделил с фильмом «Блуждающий огонёк», Франция)[2], приз «Сан-Джорджио» Венецианского комитета культуры и цивилизации[3], а также медаль киноклуба МКФ.
- 1963 год — Специальный приз жюри «За новаторство» МКФ фильмов для детей и юношества в Каннах[4].

## Художественные особенности и отзывы
Драматургия и режиссура картины в значительной степени базируется на успешном опыте фильма «Серёжа». Стилевые принципы, найденные В. Пановой совместно с Г. Данелией и И. Таланкиным, были развиты и расширены. Картину отличает эмоциональная насыщенность повествования. В журнале «Советский экран» фильм назван «отправной точкой в кинематографической биографии Нины Ургант»:
Именно тогда произошла наша первая встреча с простой русской женщиной, очень доброй и не очень счастливой в своей доброте и заботах, искренней и великодушной, сохраняющей тёплую чистоту негромкой своей судьбы. Экран, располагающий к пристальности взгляда, позволил заглянуть нам в её глаза, почувствовать обаяние её улыбки. И зритель не увидел в них даже малейшей фальши.

## Съёмочная группа
- Режиссёр-постановщик: Игорь Таланкин
- Сценарист: Вера Панова
- Операторы: Валерий Владимиров, Владимир Минаев
- Художник: Семён Ушаков
- Композитор: Альфред Шнитке
- Звукорежиссёр: Арташес Ванециан